# Pirttisaari (ö i Mellersta Finland, Jämsä, lat 61,83, long 24,81)
Pirttisaari är en ö i Finland. Den ligger i sjön Eväjärvi och i kommunen Jämsä i landskapet Mellersta Finland, i den södra delen av landet, 180 km norr om huvudstaden Helsingfors. Öns area är 0,7 hektar och dess största längd är 140 meter i sydväst-nordöstlig riktning.